# محمد قوچانی
محمّد قوچانی (زادهٔ ۳۱ شهریور ۱۳۵۵) روزنامه‌نگار ایرانی و صاحب امتیاز، مدیر مسئول و سردبیر مجله «آگاهی نو» است. او در کارنامه مطبوعاتی خود عضو تحریریه نشریه عصر ما (ارگان سازمان مجاهدین انقلاب اسلامی در دهه هفتاد)، معاون سردبیر روزنامه همشهری در سالهای ۱۳۷۹ تا ۱۳۸۲ و بنیان‌گذار مجله همشهری ماه، سردبیر روزنامه‌های شرق، هم میهن، اعتماد ملی، آسمان، مردم امروز و سازندگی و سردبیر مجلات همشهری ماه، صدا، مهرنامه و سیاست‌نامه و آگاهی نو بوده‌است. او همچنین عضو شورای مرکزی و معاون کمیته سیاسی حزب کارگزاران سازندگی ایران است.
قوچانی با مریم باقی فرزند عمادالدین باقی و فاطمه کمالی احمدسرایی ازدواج کرده‌است و دو فرزند به نام‌های حافظ و ایران دارد. قوچانی به عنوان رکورددار توقیف روزنامه در ایران شناخته می‌شود.

## زندگی
محمد قوچانی در ۳۱ شهریور سال ۱۳۵۵ در شهر رشت به دنیا آمد. قوچانی کار مطبوعاتی خود را با نوشتن یادداشت‌های سینمایی در نشریه محلی «کادح» گیلان آغاز کرد و پس از آن به همکاری با نشریه «گام» پرداخت. پس از آن که برای ادامه تحصیل به تهران رفت، از سال ۱۳۷۴ به همکاری با نشریه «عصر ما» ارگان سازمان مجاهدین انقلاب اسلامی ایران پرداخت.
همسر قوچانی، مریم باقی، فرزند عمادالدین باقی است.

### فعالیت روزنامه‌نگاری
روزنامه‌های جامعه، نشاط و عصر آزادگان برای قوچانی آغاز دوره جدیدی از روزنامه‌نگاری بودند که فعالیت در آن‌ها را طی سال‌های پس از دوم خرداد ۱۳۷۶ تجربه کرد و به تدریج با نوشته‌های انتقادی خود علیه اکبر هاشمی رفسنجانی و برخی از سیاست‌مداران محافظه‌کار به شهرت رسید. او در جریان توقیف‌های پیاپی با روزنامه‌های خرداد و اخبار اقتصادی نیز کار کرد.
محمد قوچانی پس از آن با مریم باقی دختر عمادالدین باقی روزنامه‌نگار و نویسنده ازدواج کرد. محمد عطریانفر مدیر وقت روزنامه همشهری در سال ۱۳۸۰ قوچانی را به سردبیری مجله «همشهری ماه» ضمیمهٔ فرهنگی روزنامه همشهری منصوب کرد اما مدتی بعد این مجلهٔ پرطرفدار تحت فشار قوه قضائیه از انتشار بازماند تا قوچانی با همکاری احمد غلامی، مهران کرمی و گروهی از روزنامه‌نگاران جوان با انتشار ضمیمهٔ روزانه همشهری به عنوان «همشهری جهان» دورهٔ حرفه‌ای کار خود را آغاز کند. پس از آن، قوچانی به همراه همین گروه روزنامه شرق را منتشر کرد اما تجربهٔ توقیف روزنامه‌های هم‌میهن و شرق سرانجام او را به انتشار مجله شهروند امروز به همراه تعدادی دیگر از روزنامه‌نگاران از جمله اکبر منتجبی، احمد زیدآبادی، حسین یاغچی، محمد طاهری، رضا خجسته رحیمی، مهدی یزدانی خرم، محسن آزرم، و فرید مدرسی واداشت. این مجله نیز پس از چندی توقیف شد. پس از آن به عنوان سردبیر ضمیمه سیاسی روزنامه اعتماد ملی با تعدادی از افراد گروه قبلی اش مشغول به کار شد. او همچنین سردبیر مجله ایراندخت به صاحب امتیازی مجمع اسلامی بانوان زیر نظر فاطمه کروبی همسر مهدی کروبی هم بوده‌است. او هدف از فعالیتش در این نشریهٔ متفاوت را تلاش برای ایجاد جامعه مدنی تلقی می‌کند. آخرین کار مطبوعاتی محمد قوچانی سردبیری مجله مهرنامه تا شماره چهارم آن بود که سپس با کناره‌گیری وی از مسئولیت همراه شد. البته قوچانی سردبیر سایه مهرنامه باقی مانده بود و از شماره سیزدهم باز هم محمد قوچانی به مهرنامه بازگشت. او و جمعی از دست‌اندرکاران نشریهٔ شهروند امروز، اقدام به انتشار هفته‌نامه «آسمان» نمودند. هفته‌نامه آسمان پس از تبدیل به روزنامه آسمان به سردبیری او و انتشار ۶ شماره به علت آوردن ترکیب «مجازات غیرانسانی اعدام» با حکم دادسرای فرهنگ و رسانه در روز اول اسفند ۹۲ توقیف شد. محمد قوچانی سپس سردبیری هفته نامه صدا را که هفته نامه‌ای خبری تحلیلی به مدیر مسئولی فائزه شریف جوزدانی است، به عهده گرفت. وی سپس از ۶ دی ۱۳۹۳ سردبیری روزنامه مردم امروز به مدیر مسئولی احمد ستاری را عهده‌دار شد که این روزنامه بعد از تنها ۱۹ شماره انتشار به دلیل تخلفات مطبوعاتی توقیف و بر اساس تصمیم هیئت نظارت بر مطبوعات، لغو امتیاز شد. لغو امتیاز و توقیف مکرر روزنامه‌هایی که قوچانی در آنها سردبیر بوده‌است، سبب شده تا مورد انتقاد در این موضوع قرار بگیرد.
پس از استعفای رضا انصاری، سردبیر روزنامه اعتماد ملی، قوچانی از سوی شورای سیاستگذاری روزنامه به سردبیری آن منصوب شد. او در دهمین دوره انتخابات ریاست جمهوری از مهدی کروبی حمایت کرد. او هم چنین پس از انتخابات ریاست جمهوری ۱۳۸۸ به سردبیری هفته‌نامه ایراندخت به مدیریت فاطمه کروبی منصوب شد.

#### همکاران
محمد قوچانی سال‌هاست که با افراد مشخصی در مطبوعات ایران کار می‌کند. اکبر منتجبی، روزنامه‌نگار پرسابقهٔ ایرانی، نزدیکترین روزنامه‌نگار به اوست. آن‌ها از سال ۱۳۸۰ با یکدیگر کار می‌کنند. همچنین محمد طاهری، مهدی یزدانی خرم، محسن آزرم، بیژن مومیوند، رضا معطریان، بزرگمهر حسین پور، هادی خسروشاهین، بهراد مهرجو، حامد زارع و آرش لاجورد از اعضای ثابت گروه او هستند که در اکثر نشریات با او همکاری داشته‌اند. این افراد با هم گروه نشریات هم‌میهن، همشهری ماه، روزنامه شرق، هفته‌نامه شهروند امروز، روزنامه هم میهن، هفته‌نامه ایران دخت، هفته‌نامه پیک سبز، هفته‌نامه و روزنامه آسمان، روزنامه مردم امروز، هفته نامه صدا، مجله مهرنامه، مجله تجربه، مجله سیاست‌نامه و روزنامه سازندگی و همچنین در پائیز ۹۹ آگاهی نو را منتشر کرده‌اند.

### بازداشت در سال ۱۳۷۹
او در سال ۱۳۷۹ به جرم نشر اکاذیب و توهین به مقدسات بازداشت شد. او در تاریخ ۲۳ مرداد ۱۳۷۹ در پی مراجعه به شعبه ۱۴۱۳ دادگاه عمومی تهران، تفهیم اتهام شد. شاکیان او در این پرونده، هیئت رزمندگان اسلام، نیروی انتظامی و دو شاکی خصوصی و مدعی‌العموم بود. سرانجام در همان جلسه تفهیم اتهام، وی بازداشت شد و به مدت ۳۶ روز بازداشت بود.

### فعالیت سیاسی
«تنها خشونت مجاز، خشونت حکومتی است، مثل مورد سرکوب اعتراضات آبان ۹۸ بر سر موضوع بنزین.»
محمد قوچانی در مصاحبه با تسنیم، ۳ دی ۱۳۹۹

در اوایل سال ۹۳ اعلام شد که وی در جریان ترمیم شورای مرکزی حزب کارگزاران سازندگی ایران به شورای مرکزی این حزب پیوسته‌است. در سال ۱۳۹۶ اخباری غیررسمی در خصوص انتصاب او به سمت مشاور رئیس‌جمهور و همین‌طور دبیر شورای بررسی‌های ویژه ریاست جمهوری منتشر شد که وی آن را تکذیب یا تأیید نکرد. او بعداً تأیید کرد که به حکم واعظی به سمت مشاوره رئیس‌جمهور منصوب شده بود. در همان سال در حکمی رسمی، وی دبیر «شورای گردآوری، تدوین و مستندسازی آثار رئیس‌جمهور» گردید. سهیمی از فعالان سیاسی در خارج از ایران، پس از انتشار فایل صوتی مصاحبه ظریف، انتشار این فایل صوتی را به گردن قوچانی انداخت. قوچانی اما این موضوع را تکذیب کرد. او بارها در تلویزیون جمهوری اسلامی ایران، به مناظره و مصاحبه دعوت شده‌است.

### بازداشت در سال ۱۳۸۸

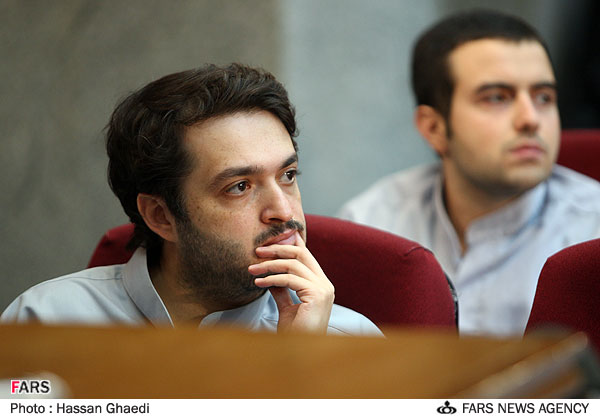
قوچانی در دادگاه متهمان به کودتای مخملی

محمد قوچانی در ادامه بازداشت‌های اعتراضات پس از انتخابات سال ۸۸، در بامداد روز شنبه ۳۰ خرداد توسط مأموران امنیتی بازداشت شد. او در هنگام بازداشت، سردبیر روزنامه اعتماد ملی بود. بر اساس گزارش منابع خبری، او در منزل خود دستگیر، به دفتر روزنامه اعتماد منتقل و پس از تفتیش دفتر، به بازداشتگاه منتقل شد.
حدود دو ماه پس از بازداشت قوچانی روزنامه اعتماد ملی در ۲۶ مرداد توقیف موقت شد. دلیل توقیف روزنامه را انتشار نامه سرگشاده مهدی کروبی به امامان جمعه دانسته‌اند. قوچانی تمام مدت بازداشت خود را در بند ۲۰۹ زندان اوین سپری کرد. قوچانی در طول بازداشتش، در دو جلسه دادگاه علنی و دستجمعی شرکت داشت.
او سرانجام در ساعت دو بامداد جمعه ۸ آبان پس از ۱۳۱ روز بازداشت، توسط مأموران در یکی از خیابان‌های تهران، روبروی یک آژانس رها شد. برخی منابع از سپردن وثیقه ۱۰۰ میلیون تومانی توسط وی خبر دادند.
وی در سال ۱۳۹۴، در پی اعلام جرم دادستانی از روزنامه مردم امروز، به اتهام توهین به مقدسات دادگاهی شد؛ اما از این اتهام به عنوان سردبیر این روزنامه، تبرئه گردید.

## آثار
کتاب‌های نوشته به قلم او عبارت است از:
1. «بازی بزرگان؛ وقایع‌نگاری جنبش اصلاحات دموکراتیک در ایران»
2. «یک گام به پیش، دو گام به پس»
3. «پدرخوانده و چپهای جوان»
4. «یقه‌سفیدها»،
5. «جمهوری مقدس»
6. «برادر بزرگتر مرده‌است»
7. «فیلسوف‌ها و شومن‌ها»
8. «نازی‌آبادی‌ها»
9. «پدرخوانده و راست‌های جوان»
10. «سه اسلام»